# キルティ・ニディ・ビシュタ
キルディ・ニディ・ビシュタ（ネパール語：कीर्तिनिधि विष्ट, Kirti Nidhi Bista, 1927年1月15日 - 2017年11月11日）は、ネパールの保守政治家。パンチャーヤト制のもと国王独裁期の首相を3度務める。任期は次のとおり。
1. 1969年 - 1970年
2. 1971年 - 1973年
3. 1977年 - 1979年

## 生涯
1927年、カトマンズにて生まれる。
1969年、スーリヤ・バハドゥル・タパが首相を退任したのち、その後任になる。以後、2度首相を務めた。
2005年、ギャネンドラ国王が親政（直接統治）に乗り出した際も入閣した。
2017年11月11日にカトマンズにて90歳で死去。